# Kratochviliella bicapitata
Genre
Espèce
Synonymes
- Pelecopsis pilawskii Czajka, 1968

Kratochviliella bicapitata, unique représentant du genre Kratochviliella, est une espèce d'araignées aranéomorphes de la famille des Linyphiidae.

## Distribution
Cette espèce se rencontre en Europe.

## Publication originale
- Miller, 1938 : Novi pavouci (Araneae) z Ceskoslovenska, I. Entomologické Listy, vol. 1, p. 61-66.